# Peta Sergeant
Peta Sergeant (* 1980 in Penang, Malaysia) ist eine australische Schauspielerin.

## Leben
Sergeant wuchs in Brisbane auf. Nach der High School besuchte sie National Institute of Dramatic Art, welches sie 2000 abschloss. Ab diesem Zeitpunkt wirkte sie in Fernsehproduktionen und Kinofilmen mit. Einem breiten Publikum im europäischen Raum ist sie aus dem Film Iron Sky bekannt, in dem sie die Rolle der Vivian Wagner verkörperte.
Seit 2008 ist sie mit dem Schauspieler Rohan Nichol verheiratet.

## Filmografie (Auswahl)
- 2001: Head Start (Episode 1x08)
- 2002: BeastMaster – Herr der Wildnis (BeastMaster, Episode 3x13)
- 2005: Jeopardy (3 Episoden)
- 2005: Last Man Standing (4 Episoden)
- 2005–2006: Headland (10 Episoden)
- 2006: The Bet
- 2006–2007: All Saints (6 Episoden)
- 2007–2009: Satisfaction (20 Episoden)
- 2008: Canal Road (13 Episoden)
- 2012: Iron Sky
- 2012: Crawlspace – Dunkle Bedrohung (Crawlspace)
- 2012: Winners & Losers (8 Episoden)
- 2013: Patrick – Gefährlicher als sein Hass ist nur seine Liebe (Patrick: Evil Awakens)
- 2013–2014: The Originals (6 Episoden)
- 2014: Once Upon a Time in Wonderland (5 Episoden)
- 2015: House of Hancock (2 Episoden)
- 2017–2023: Snowfall (18 Episoden)
- 2018: American Woman (Episode 1x08)
- 2019: Castle Rock (2 Episoden)
- 2019: Infidel
- 2020: Heavenquest – A Pilgrim’s Progress
- 2021: Supergirl (15 Episoden)